# Brigitte Kortmann
Brigitte Kortmann (* 29. Dezember 1927 in Berlin; † nach 1970) war eine deutsche Schauspielerin bei Bühne, Film und Fernsehen.

## Leben und Wirken
Brigitte Kortmann erhielt kurz nach dem Zweiten Weltkrieg ihre künstlerische Ausbildung in London, Mailand und in Hamburg bei Eduard Marks. Nach ihrem Debüt in Basel kam sie Bühnenverpflichtungen nach Frankfurt am Main und den Münchner Kammerspielen nach. Anschließend war die Berlinerin freiberuflich tätig. Nebenbei arbeitete sie auch für den Hörfunk sowie als Synchronsprecherin. Von 1964 bis 1970 wurde die blonde Künstlerin auch regelmäßig in Fernsehspielen besetzt. Brigitte Kortmann hat aus ihrer Ehe mit einem Arzt eine Tochter.

## Filmografie
- 1964: Aktion T 4
- 1964: Samstag, Sonntag, Montag
- 1965: Schlosspension Fürstenhorst
- 1965: Der Sündenbock
- 1965: Der Anfang einer Woche
- 1965: Nun singen sie wieder
- 1965: Nachtfahrt
- 1966: Die Tintenfische
- 1966: Münchhausen
- 1966: Freiheit im Dezember
- 1966: Caroline
- 1968: Heim und Herd
- 1968: Einer fehlt beim Kurkonzert
- 1970: Das Millionenspiel